# Reacción de Hunsdiecker
La reacción de Hunsdiecker (también denominada reacción de Borodín en honor a Aleksandr Borodín) es una reacción orgánica que consiste en la preparación de halogenuros de alquilo a partir de sales de plata de ácidos carboxílicos. El producto final presenta un carbono menos por grupo carboxilo debido a la descarboxilación del sustrato. Es un ejemplo de una reacción de halogenación. Toma su nombre por Heinz Hunsdiecker y Cläre Hunsdiecker.

## Variaciones
La gran utilidad de esta reacción se refleja por la gran diversisdad de productos de acuerdo a los sustituyentes del ácido carboxílico:
- A partir de α-cetoácidos se pueden obtener haluros de acilo:[7]

- A partir de α-hidroxiácidos con hidrólisis posterior se pueden obtener aldehídos:[8]

- A partir de ácidos dioicos se pueden obtener lactonas o dihalogenuros, dependiendo la estequiometría del halógeno:

## Mecanismo de reacción
El mecanismo de la reacción de Hunsdiecker consta de tres pasos fundamentales:
- a) Sustitución nucleofílica del oxígeno carboxílico 1 sobre la molécula de halógeno, dando así el hipohalogenito de acilo (2).
- b) Etapa de iniciación de radicales libres por escisión homolítica del enlace oxígeno-halógeno (2).
- c) Descarboxilación homolítica del radical carboxilo formado para obtenerse un radical libre alquilo y dióxido de carbono (3).
- d) Etapa de terminación entre el radical alquilo y el radical halógeno formado dos pasos anteriores (4) para dar el producto 5.

| Hundsdiecker startAnimGif |
| Animación gif             |

## Reacción de Simonini
Esta es una variación de la reacción de Hunsdiecker en donde se utiliza yodo para obtener un éster.

## Reacción de Kochi
La reacción de Kochi es una variación de la reacción de Hunsdiecker en donde se utiliza tetraacetato de plomo como agente descarboxilante y cloruro de litio como donador de aniones cloruro.